# 아르제우 푸크스
아르제우 푸크스 (1974년 9월 14일 ~ )는 브라질의 전 축구 선수, 축구 감독이다.

## 이름
과거 그가 유명해진 이유 중 하나는 영어 욕설인 "Fuck"과 동일한 철자의 성씨를 갖고 있었기 때문이었다. 그의 이름으로 인해 "Fucks off to Benfica"라는 제목의 Eurosport.com의 기사 헤드라인을 포함하여 이중적 의미를 갖는 기사 및 해프닝이 생겨났다. 이 헤드라인을 본 더 레지스터가 "간단하면서도 눈길을 끄는 제목"이라 말했고, 외국의 축구 유머 사이트인 Laugh FC는 "역대 최고 중 하나의 사건"이라고 평가하는 언론 보도를 받았다.
2020년, 그의 철자가 "Fucks"에서 "Fuchs"로 변경되었고, 푸크스는 이전의 철자가 이름 기재의 오류로 인해서 생긴 일이며, 원래부터 그의 이름은 "Fuchs"였다고 설명하였다.

## 통계
| 브라질 | 브라질 | 브라질 |
| 연도   | 출전   | 골     |
| ------ | ------ | ------ |
| 1995   | 1      | 0      |
| 합계   | 1      | 0      |